# Ephesos-Museum Selçuk

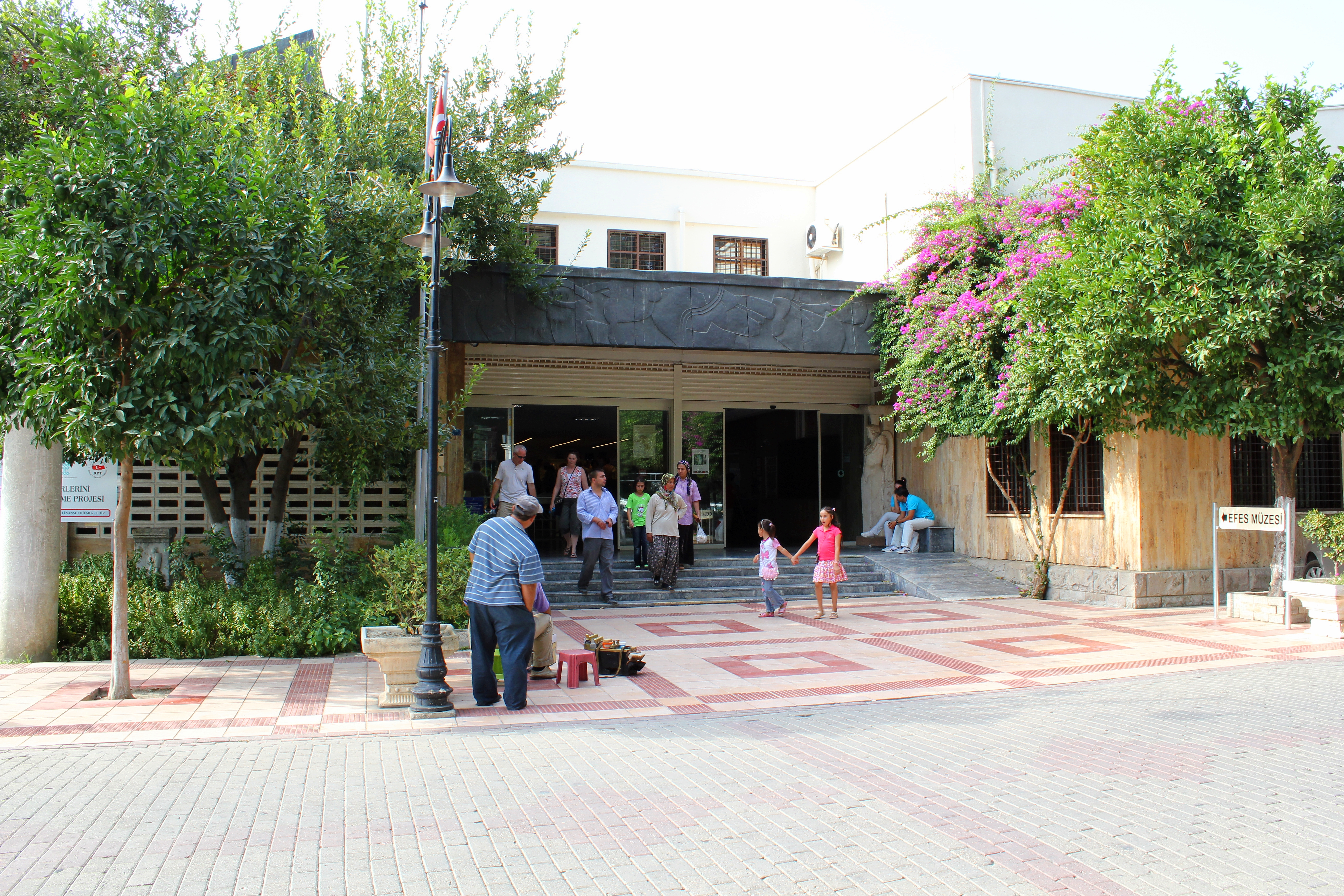
Eingang des Museums

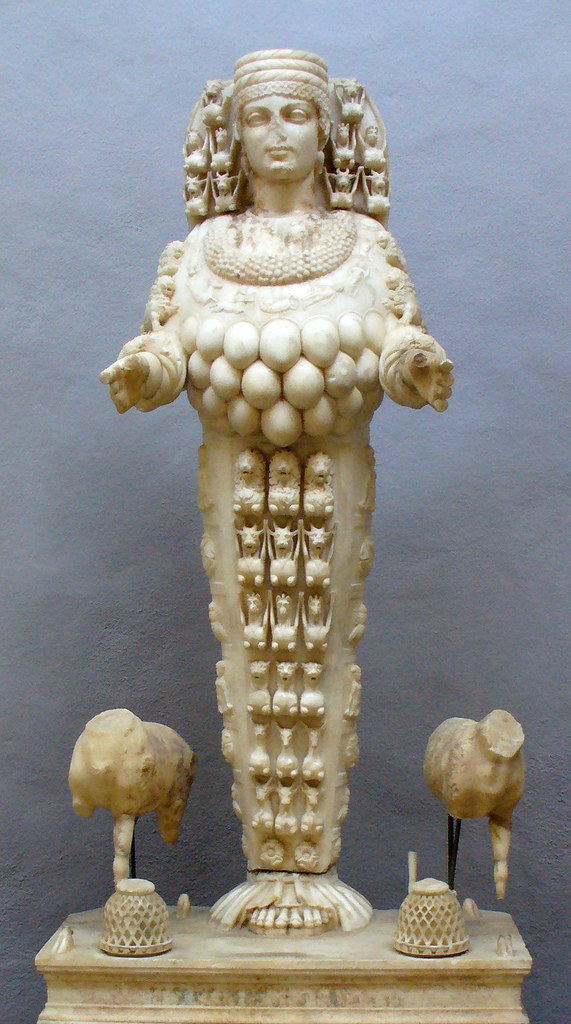
Artemis von Ephesos, die Schöne

Das Ephesos-Museum (türkisch Efes müzesi) in Selçuk in der türkischen Provinz Izmir sammelt seit seiner Gründung 1929 die Fundstücke der nahe gelegenen Grabung in Ephesos sowie von kleineren Fundstätten der Umgebung. Zum Museum gehört auch eine volkskundliche Abteilung.

## Entstehung
Seit 1895 graben Archäologen des Österreichischen Archäologischen Instituts mit Unterbrechungen während der beiden Weltkriege in Ephesos. Die ersten Funde wurden nach Wien gebracht und sind im dortigen Ephesos-Museum ausgestellt. Da parallel dazu auch britische Archäologen in Ephesos forschten, gelangte ein Teil der Fundgegenstände auch ins Britische Museum. Mit Inkrafttreten des türkischen Antikengesetzes (Asar-ı Atika Nizamnâmesi) von 1906 wurde die Ausfuhr archäologischer Relikte aus der Türkei untersagt, sodass von da an alle Funde vor Ort verblieben. Als Mitte der 1920er Jahre die österreichischen Ausgrabungen verstärkt fortgesetzt wurden, wurde 1929 das Ephesos-Museum in Selçuk gegründet. Auf Grund der Fülle des Materials musste ein Neubau errichtet werden, der 1964 eingeweiht und noch mehrfach erweitert wurde. Es zählt heute zu den renommiertesten Museen der Türkei.

## Ausstellung

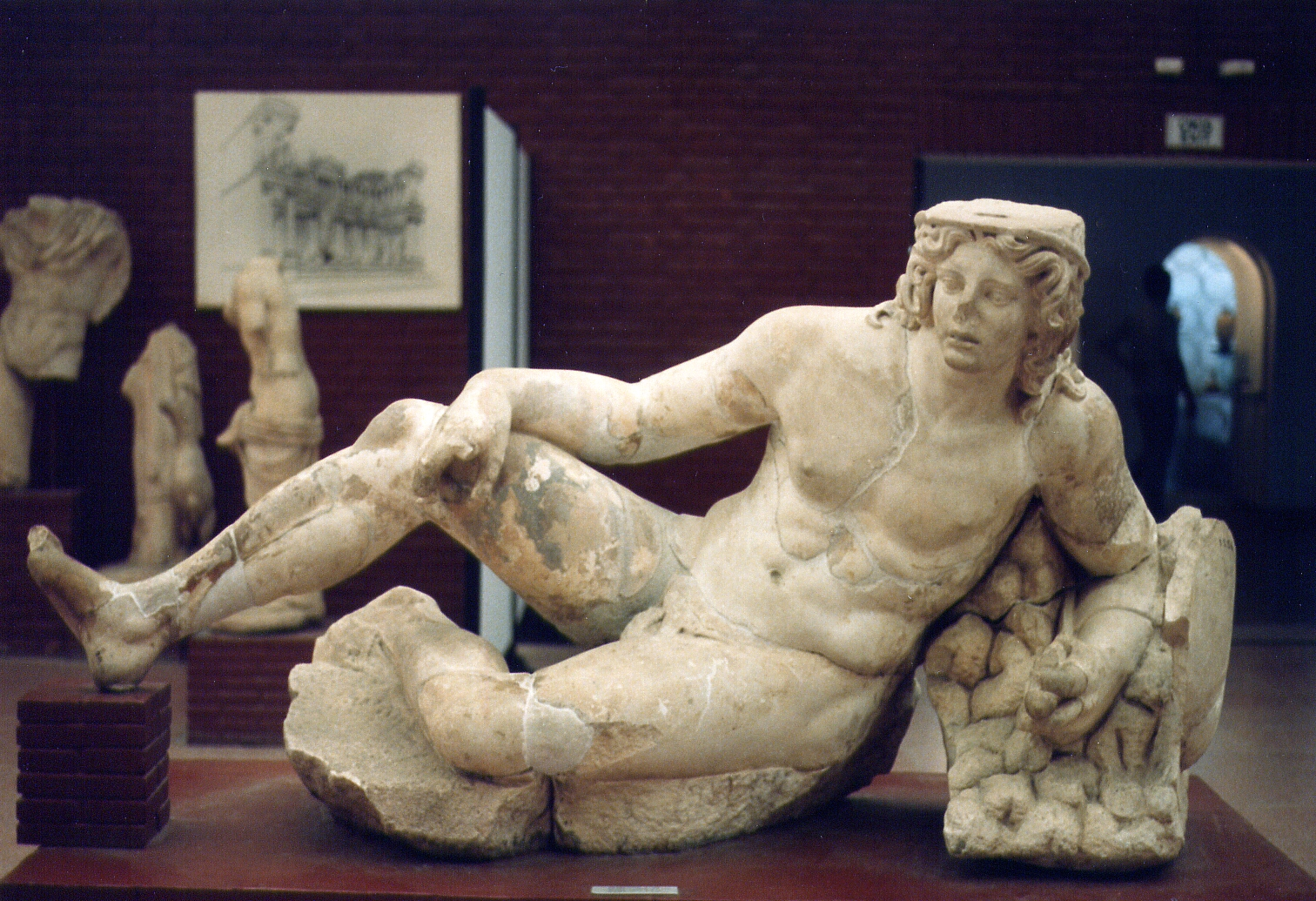
Ruhender Krieger

Da fast alle Ausstellungsstücke vom gleichen Ort stammen, ist das Museum nicht nach dem üblichen Konzept archäologischer Museen aufgebaut, die ihre Exponate entweder nach Völkern oder Epochen sortiert darbieten. Vielmehr wurden die Stücke hier thematisch und nach den Fundstellen zusammengefasst.

### Saal der Hausfunde

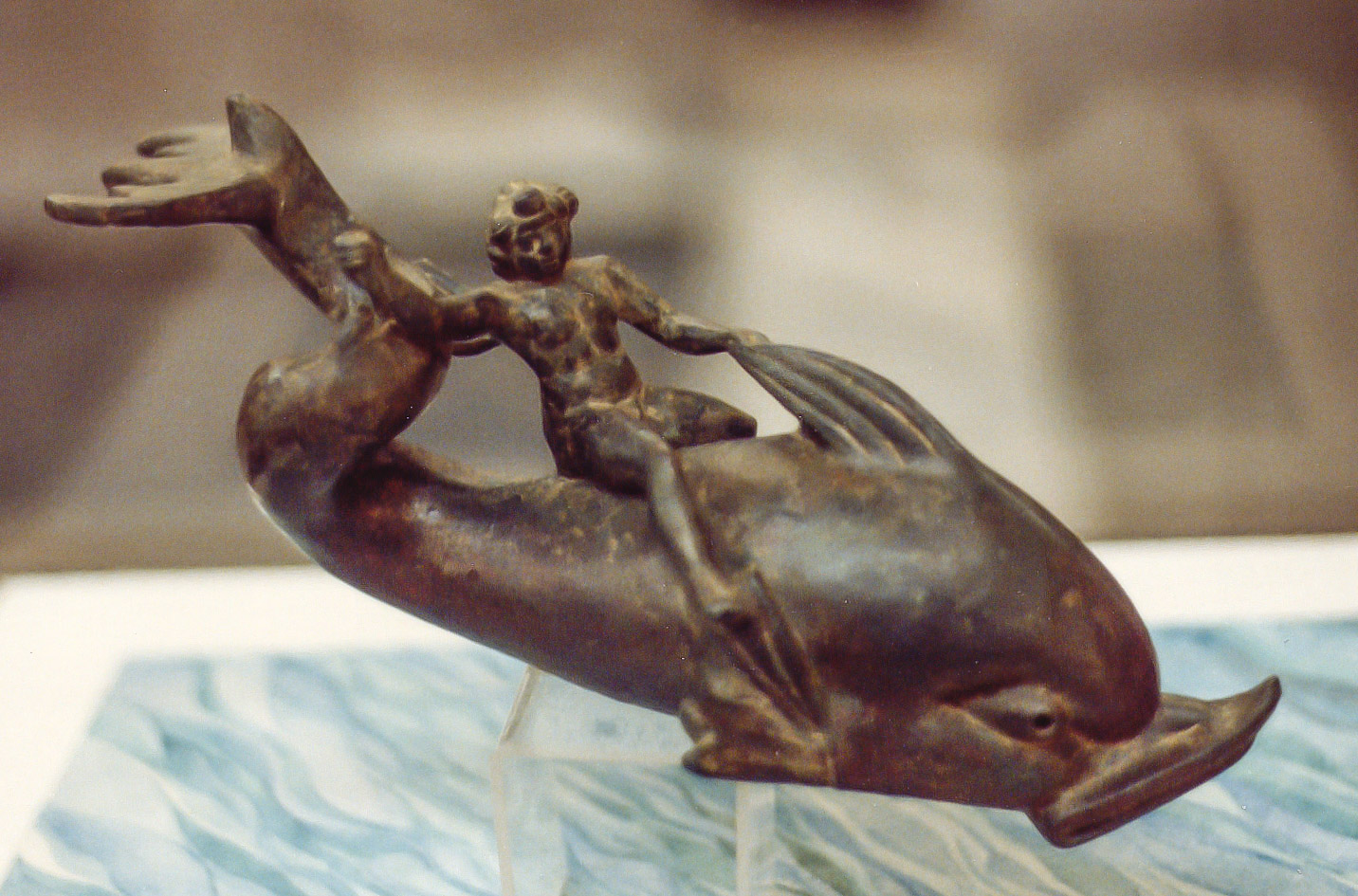
Eros auf dem Delphin

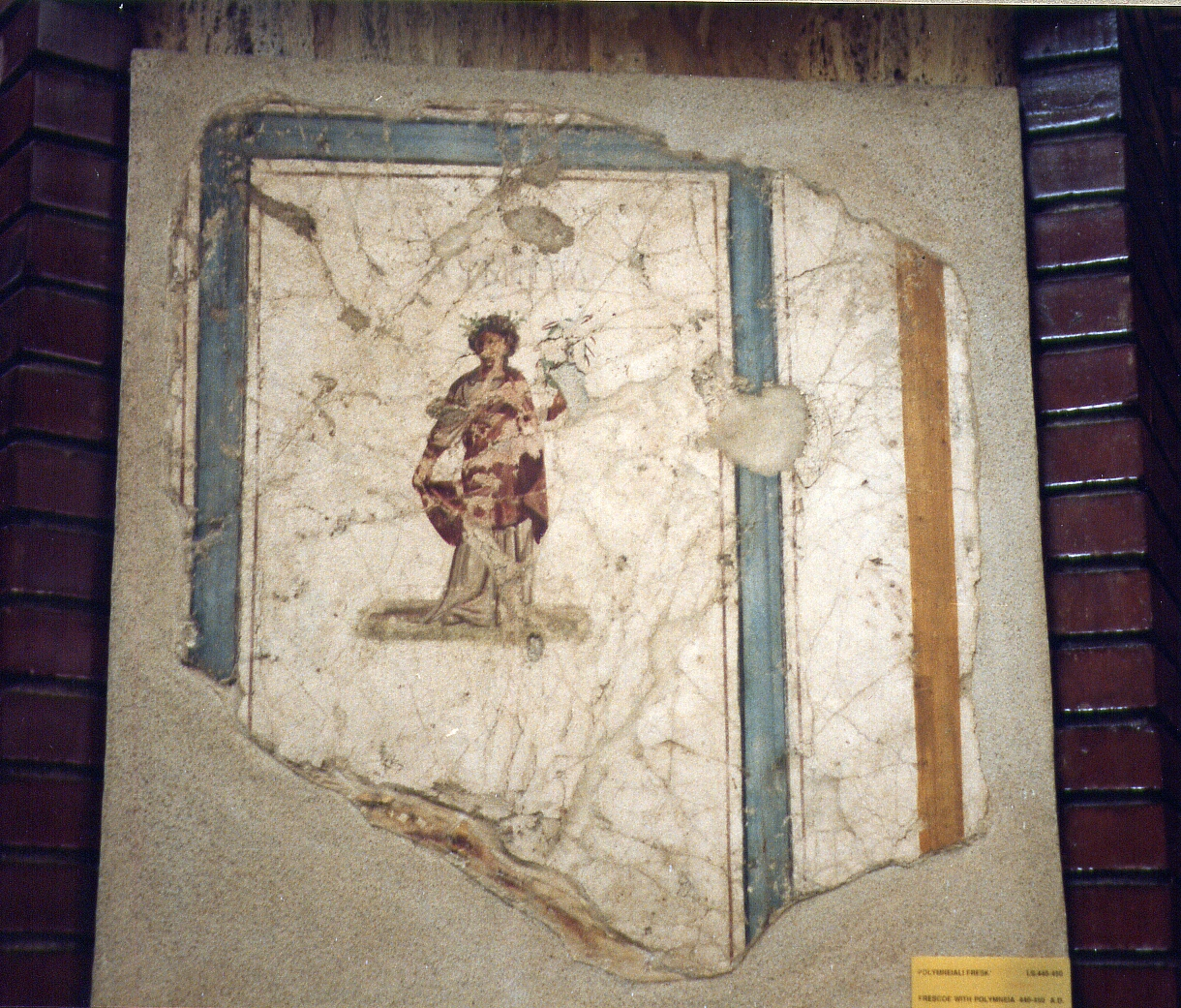
Fresko der Polymnia

In diesem Saal sind Funde aus den Hanghäusern, aber auch aus anderen Häusern des Stadtgebiets ausgestellt. Dazu gehören Statuetten wie der bronzene Eros auf dem Delphin (2. Jhd. n. Chr.) und ein ägyptischer Priester (7. Jhd. v. Chr.), ein Marmorkopf des Sokrates (1. Jhd. n. Chr.), ein Attiskopf aus gelbem Marmor sowie Gegenstände des täglichen Gebrauchs, Schmuckstücke aus Glas und Metall. Auch Fresken und Mosaikfragmente von früheren Ausgrabungen in den Hanghäusern sind hier zu finden, darunter ein Bildnis des Sokrates und eines der Polymnia. Später wurde entschieden, diese Objekte in den Hanghäusern in situ zu belassen.

### Saal der Brunnenfunde
Hier sind Funde aus dem Bereich des Pollio-Nymphäums und anderer Brunnenanlagen zu sehen. Dazu gehört die Polyphem-Gruppe (1. Jhd. n. Chr.), die zunächst den Giebel des Isis-Tempels zierte. Nachdem dieser eingestürzt war, wurde sie am Beckenrand des Nymphäums aufgestellt. Sie zeigt in der Mitte Odysseus, um ihn seine Gefährten, die die Blendung des Polyphem vorbereiten. Eine Rekonstruktion kann im Garten des Museums besichtigt werden. Ebenfalls am Pollio-Nymphäum wurde der ruhende Krieger (1. Jhd. n. Chr.) gefunden sowie ein Zeus-Kopf. Vom Hadrianstempel stammen die Statuen des Dionysos, eines liegenden Satyrs sowie des sagenhaften Stadtgründers Androklos. Weiterhin sind hier noch Nymphenfiguren vom Laecanius-Bassus-Brunnen beim Domitian-Tempel ausgestellt.

### Saal der neuen Funde

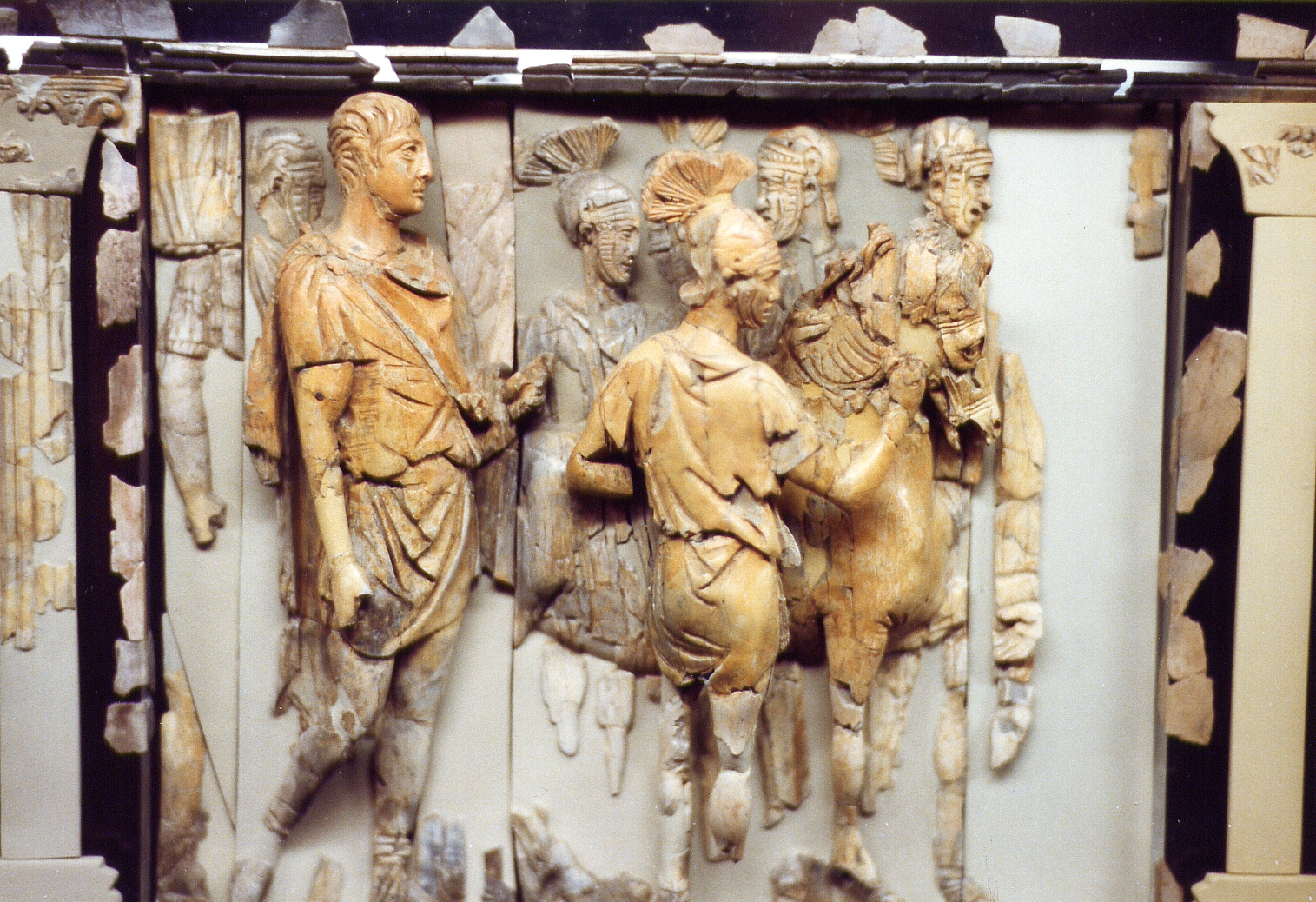
Elfenbeinfries, Kaiser Trajan (links) im Kampf gegen die Parther

Dieser Raum zeigt vor allem Kleinfunde wie Münzen, darunter zahlreiche mit den Abbildungen von Bienen, dem Symbol von Ephesos, weiter Öllampen und Theatermasken. Ein gut erhaltenes Brustbild des Kaisers Mark Aurel trat in einem Versteck in einem Wohnhaus zu Tage. Das beeindruckendste Stück dieses Saales ist ein Elfenbein-Fries, der zerbrochen in einem Hanghaus gefunden und aufwändig rekonstruiert wurde. Er zeigt in lebensnahen Darstellungen den Kampf Kaiser Trajans gegen die Parther.

### Saal der Grabfunde

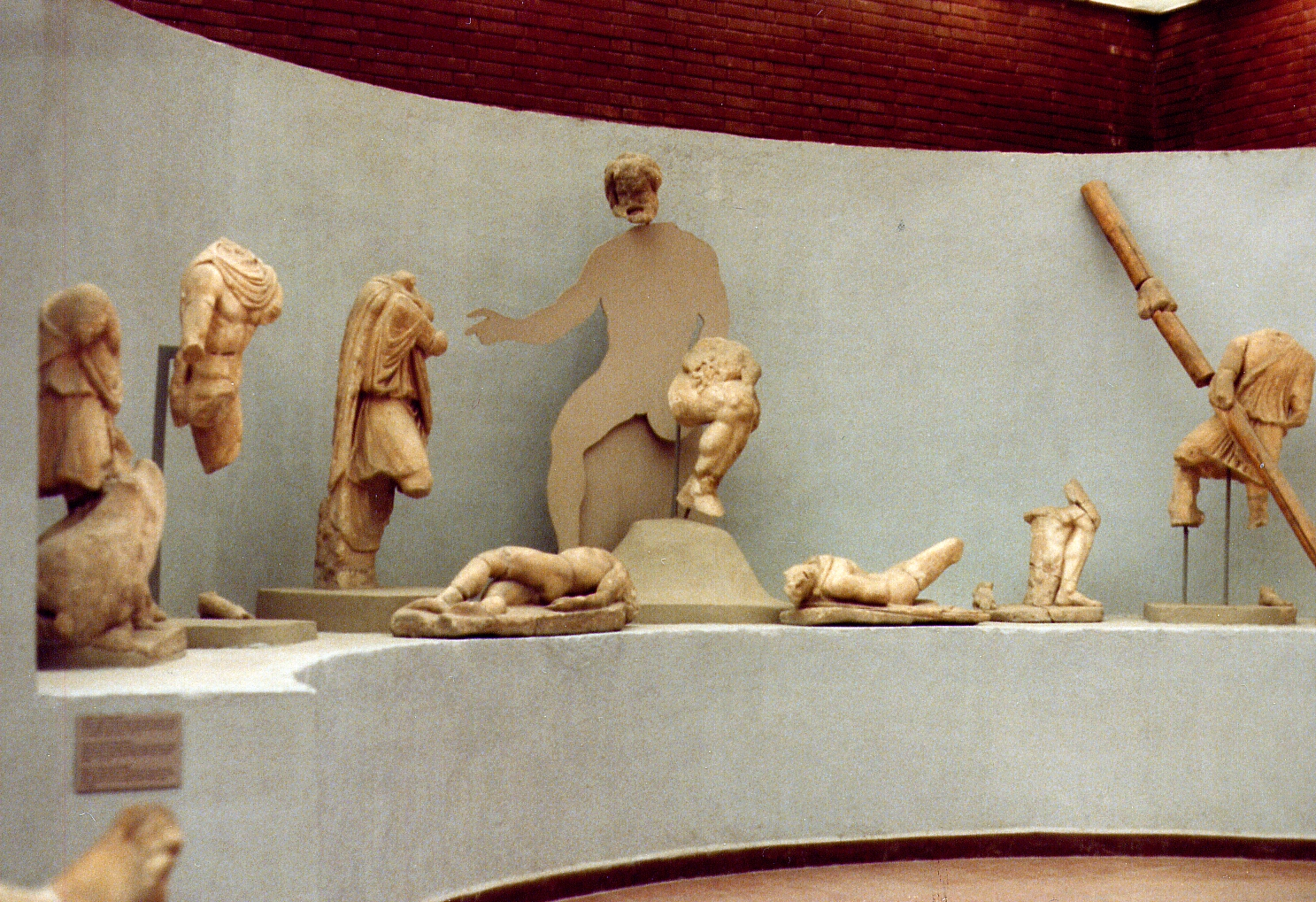
Polyphem-Gruppe

Dieser Saal enthält Grabbeigaben aus Ephesos und der näheren Umgebung. Neben Funden aus der Höhle der Siebenschläfer sieht man hier farbige Glasgegenstände, z. B. Gefäße für Wein, Medizin oder Parfüm, aber auch Grabstelen. Hier sind auch die ältesten Ausstellungsstücke des Museums zu sehen, mykenische Grabgefäße aus dem 14.–13. Jahrhundert v. Chr., die bei Straßenarbeiten vor der Johanneskirche gefunden wurden.

### Saal des Kaiserkults

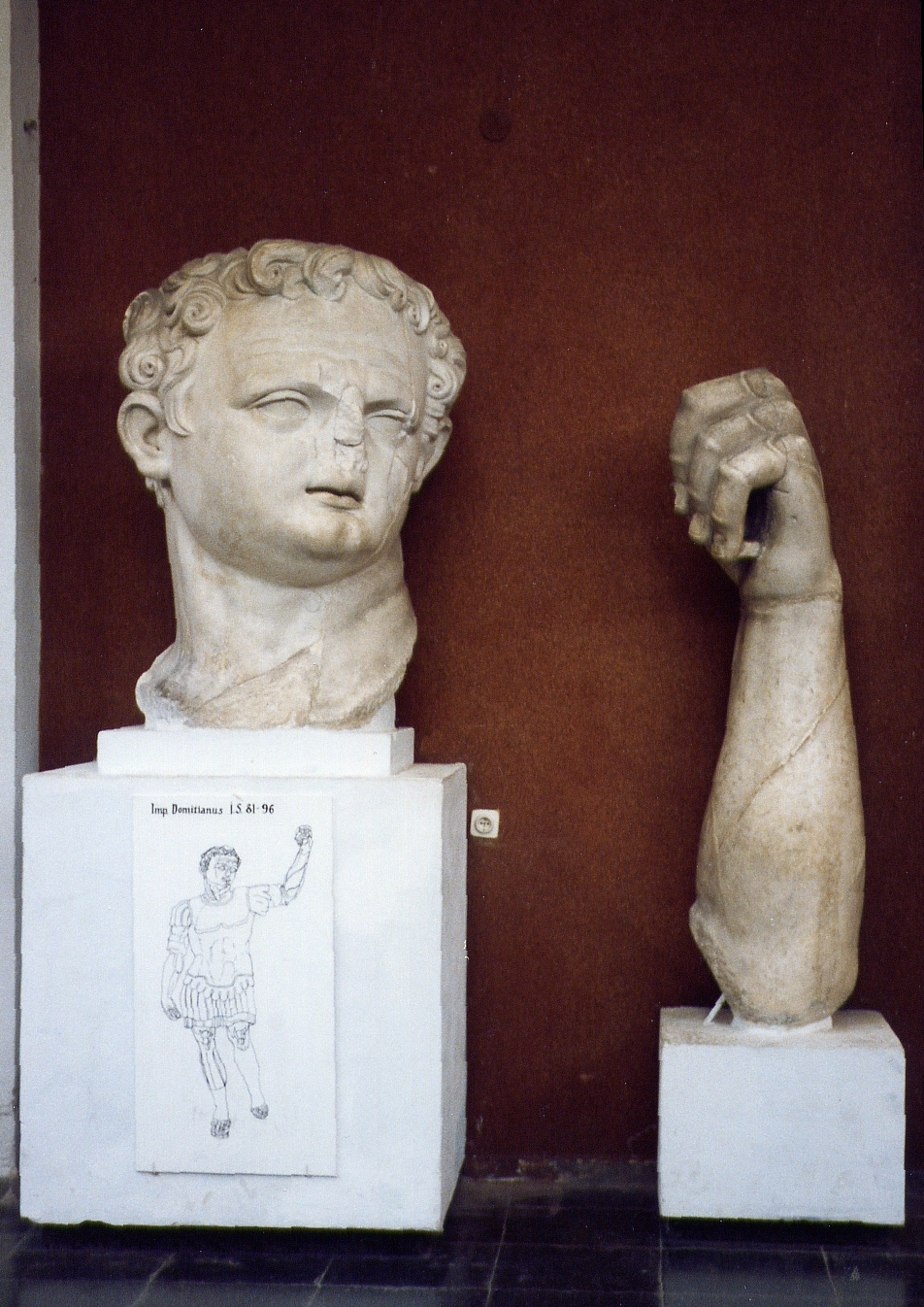
Domitian

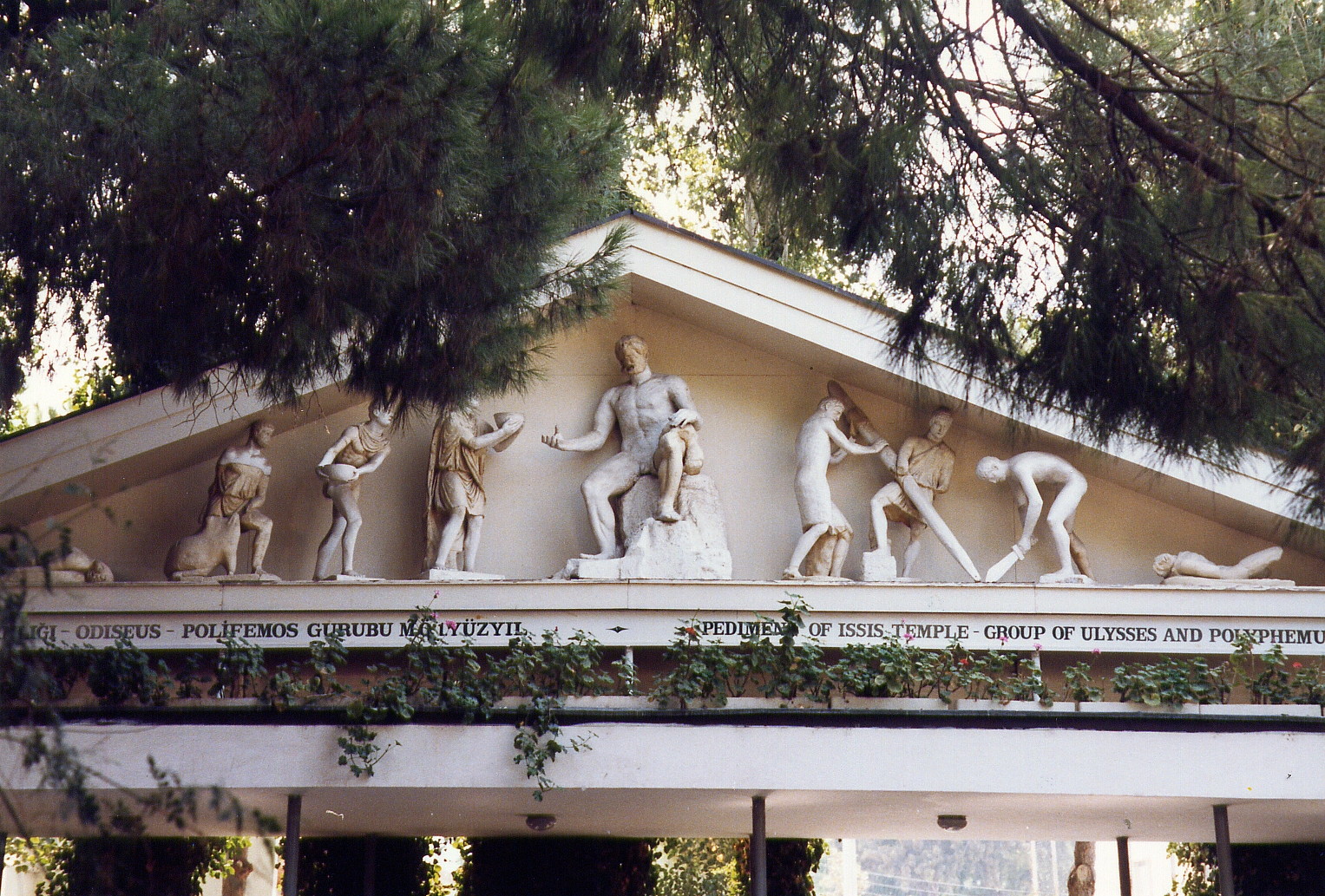
Rekonstruktion der Polyphem-Gruppe

Hier befinden sich Statuen und Brustbilder römischer Kaiser und andere Gegenstände, die zu deren Tempeln gehören. Neben Brustbildern von Augustus und seiner Gattin Livia fällt besonders ein monumentaler Kopf des Domitian ins Auge. Er gehörte mitsamt dem danebenstehenden Unterarm und einigen weiteren Fragmenten zu einer Statue, die beim Domitiantempel stand und deren Größe auf etwa sieben Meter geschätzt wird. Vom gleichen Fundort stammt der Altar des Domitiantempels. An seiner Schmalseite ist ein kleinerer Altar mit einem Opferstier zu sehen, die Breitseite zeigt Waffen- und Rüstungsreliefs. Außerdem stehen in diesem Saal die Originalteile des Frieses vom Hadrianstempel. Sie zeigen den Gründungsmythos von Ephesos, einen Zeremonienzug des Dionysos und des Theseus im Kampf mit Amazonen. Am Tempel selbst sind Kopien angebracht.

### Saal der Artemis
Dieser Saal präsentiert neben einigen Architekturfragmenten vom Artemision drei Statuen der ephesischen Artemis. Neben einer kopflosen Artemis werden zwei römische Marmorkopien des hölzernen Kultbildes, das im Artemistempel stand, gezeigt. Die größere, Kolossale Artemis genannt, ist 3,20 m hoch. Sie trägt einen reich verzierten Gürtel, am Unterteil sind Löwen, Stiere und Greife abgebildet. Das Brustgehänge wird als Fruchtbarkeitssymbol gedeutet, wobei umstritten ist, ob es sich um Brüste, Eier oder Stierhoden handelt. Der dritten Statue, der Schönen Artemis, stehen zwei Hirschkühe zur Seite. Diese sowie Fabeltiere und Tierkreiszeichen auf dem Gewand zeigen, dass es sich bei der Artemis von Ephesos um eine Nachfolge- oder Übergangsform von der ehemals phrygischen Muttergöttin Kybele zur griechischen und danach römischen Göttin handelt.

### Außenbereich
Im Garten des Museums sieht man den sogenannten Musensarkophag aus der Nekropole von Ephesos, eine Sonnenuhr aus Klaros, verschiedene Kapitelle, Architekturfragmente unter anderem aus dem Mausoleum im nahe gelegenen Belevi und diverse Grabstelen aus unterschiedlichen Epochen. Hier ist auch die Rekonstruktion des Polyphem-Frieses aufgebaut in der Anordnung, die am Isistempel zu sehen war.

## Ethnologische Abteilung
In der volkskundlichen Sammlung ist ein Marktviertel nachgebaut. Dazu gehören ein Berber salonu (türkischer Friseur), eine Rosenwassermanufaktur und ein Hamam.